# 5. козарска лака пјешадијска бригада
Пета козарска лака пјешадијска бригада је била пјешадијска бригада Војске Републике Српске. Као јединица резервног састава ЈНА, мобилисана је током августа и септембра 1991. и послата у западну Славонију. Командант бригаде је био пуковник Перо Чолић, начелник штаба мајор Остоја Барашин. Штаб бригаде био је у касарни Бенковац на истоименом врху, на планини Козари.

## Организација
Бригада је имала четири пешадијска батаљона, једну батерију минобацача 82 мм и једну батерију минобацача 120 мм, те низ других јединица подршке.

## Ратни пут бригаде

### 1991.
У 50-мјесечни рат и славу бригада је кренула 18. септембра 1991. године, преласком моста на ријеци Сави у Градишци. Циљ је био излазак на ауто-пут Загреб – Београд у Окучанима, те чишћење Липика и Пакраца од хрватске паравојске.

### 1992.
Јединица се враћа у Приједор у марту 1992. године, гдје су борци узели учешћа у противнападу на Зелене беретке 30. маја 1992.
Бригада је потом учествовала у једној од највећих акција Војске Републике Српске, у операцији Коридор, у борбама око Бијелог Брда, Костреша и усташког упоришта Плехан у Дервенти, те код Јакеша и Шамца. Операција Коридор је окончана одлучном српском побједом.
Неки од батаљона учествовали су у борбама на Грабежу и Влашићу, те ослобађању Јајца у операцији Врбас 92.

### 1993. и 1994.
Средином наредне године, бригада учествује у проширивању брчанског коридора, у операцији Садејство. Крајем 1993. бригада учествује у ослобађању Србобрана (Доњи Вакуф). Почетком 1994. бригада се враћа у Посавину, распоређена на линије дуж Саве. Трећи батаљон учествује у операцији Бреза.

### 1995.
Током пролећа 2. батаљон бригаде брани шири рејон Доњег Вакуфа. Главнина бригаде је размештена код Брчког, где у мају и јуну месецу зауставља више покушаја АРБиХ да заузме Брчко. У јесен, бригада учествује у одбрани западних граница Републике Српске од Армије РБиХ и ХВО-а, у склопу операције Вагањ, приликом пада западно-крајишких општина 1995. Једна је од ријетких бригада која није разбијена током борби у западној Крајини.
Читав свој ратни пут бригада је прешла заједно са 43. приједорском моторизованом бригадом, која јој је служила као ослонац.

## Признања
5. козарска бригада је једна од ријетких бригада у саставу Војске Републике Српске која је добила Орден Немањића, највеће и најпознатије признање које се могло добити у Војсци Републике Српске и Српској војсци Крајине.
Албум „Јунаци козарски” Рокија Вуловића из 1994. године посвећен је Петој козарској бригади и њеним борцима. Приход од продаје касете био је намијењен у хуманитарне сврхе.
У борбама су се посебно истакли извиђачко-диверзантски одред „Циго“ Момчила Радановића, јуришна чета „Сува ребра“ и Љубијски батаљон команданта Раде Билбије.